# Leucania exsanguis
Leucania exsanguis là một loài bướm đêm trong họ Noctuidae.